# Philip André Collette
Philip André Collette est un acteur, metteur en scène, professeur et interprète acadien originaire du Nouveau-Brunswick, Canada. Actif dans le milieu théâtral acadien depuis plus de 25 ans, il est un membre fondateur du Collectif Moncton-Sable, un groupe d’artistes reconnu pour son approche expérimentale du théâtre. Il a également enseigné à l’Université de Moncton, contribuant à la formation de nouvelles générations de comédiens.

## Biographie
Philip André Collette a étudié au Département d'art dramatique de l’Université de Moncton, où il a obtenu un baccalauréat spécialisé en 1994. Il a par la suite poursuivi des formations complémentaires en théâtre, notamment à l’Université de la Colombie-Britannique (UBC), au Centre national des arts et avec plusieurs mentors en techniques de jeu et de mouvement.
Son parcours l’a amené à s’engager dans des expériences théâtrales variées, allant du théâtre expérimental à l’enseignement universitaire, en passant par le jeu devant la caméra et l’interprétation du patrimoine.

## Carrière théâtrale
Philip André Collette est un acteur et créateur prolifique ayant participé à une multitude de productions acadiennes et canadiennes. Il est particulièrement associé au Collectif Moncton-Sable  , un groupe fondé en 1997 avec d’autres artistes, dont Louise Lemieux et Amélie Gosselin. Le collectif se distingue par une approche basée sur l’improvisation physique et l’expérimentation avec des matériaux bruts comme le sable (Moncton-Sable), la craie (Craie, 1999) et le papier (Papier, 2006).
Il a interprété des rôles marquants dans des œuvres de France Daigle, Paul Bossé et Michel Garneau, explorant la théâtralité du langage et du corps en scène. Parmi ses performances notables figurent :
- Sans jamais parler du vent (2004) de France Daigle[13]
- Linoléum (2005) de Paul Bossé[14]
- La grande séance (2004) de Herménégilde Chiasson
- Bouée (2023) de Céleste Godin, (Satellite Théâtre)[15]
- Ornithorynques[16], de Johanne Parent (Théâtre l'Escaouette et le Théâtre à tour de rôle)[17]

## Cinéma et télévision
Philip André Collette a joué dans plusieurs films et productions télévisées, incluant :
- Mont-Rouge (2023) – Réalisateur Jim Donovan[18]
- L’ordre secret (2021) – Réalisateur Phil Comeau[19]
- Conséquences (2018) – Réalisatrice Emmanuelle Landry[20]
- Chef BonTemps (2016-2017) – Série web[21]

Il a également collaboré avec l’ONF et plusieurs compagnies de production acadiennes.

## Mise en scène et direction artistique
Philip André Collette a dirigé plusieurs productions théâtrales, opéras et spectacles multidisciplinaires. Son travail en mise en scène et direction artistique s’est étendu sur divers genres, allant du théâtre contemporain aux performances expérimentales.
- Parler Mal (2024) – Satellite Théâtre / Théâtre à tour de rôle – Consultant à la mise en scène de la pièce écrite par Bianca Richard et Gabriel Robichaud[23].
- Faire communauté / Creating Community (2017) – Revue littéraire Ancrages[24] – Direction artistique et régie d’une tournée de lectures rassemblant 12 auteurs francophones, anglophones et Wolestoquay, avec accompagnement musical et traduction simultanée[25].
- Cercle des créateurs (2016) – Association acadienne des artistes professionnel·le·s du N.-B. – Direction artistique et animation d’un événement réunissant les finalistes des Prix Éloizes.
- L’Atelier d’opéra[26] de l’Université de Moncton (2014-2017) – Mise en scène des productions suivantes :
  - Dido & Aeneas de Henry Purcell (2017)
  - Le Nozze di Figaro de Mozart (2016)
  - La Clemenza di Tito de Mozart (2015)
  - The Impresario de Mozart & The Old Maid and The Thief de Menotti (2014)[27]
- Les Productions DansEncorps (2002-2011) – Répétiteur, régisseur de plateau et conseiller artistique.
- Soirée des Éloizes (2007-2008) – Direction artistique des 9e et 10e éditions des Éloizes, diffusées sur Radio-Canada.
- Collectif Moncton-Sable (2006) – Mise en scène du spectacle Papier, réunissant cinq auteurs et vingt interprètes et musiciens.
- Festival de poésie en Acadie (2004) – Mise en scène du spectacle Crystal de lumière et de la Soirée Martin Pître, rassemblant des poètes et musiciens francophones[28].
- Galerie Sans Nom (2001-2003) – Commissaire des événements Trip Urbain (2003), Résist’art (2002) et Axe (2001).

## Radio et lectures publiques
Philip André Collette a participé à plusieurs projets de théâtre radiophonique, lectures publiques et productions sonores.
- Le king des goélands, de Nicolas Dupuis (2025) – Metteur en scène, Théâtre l’Escaouette / Festival à Haute-Voix [29]
- Dans la tête de Lambert, d’Yvon Aucoin (2025) – Rôle de Lambert, Théâtre l’Escaouette / Festival à Haute-Voix
- La Queer Bringue, de Danica Roy (2024) – Metteur en scène, Festival Acadie-Love / Théâtre Populaire d'Acadie / Centre des arts et de la culture de Dieppe
- Becca, de Mélanie Léger (2023) – Rôle de Tom, Théâtre l’Escaouette / Festival à Haute-Voix[30]
- Il y avait des murmures dans le sol[31], de Thibault Jacquot-Paratte (2023) – Metteur en scène, Théâtre l’Escaouette / Festival à Haute-Voix
- Déporte-moi, de Xénia Gould (2022) – Rôle de Sorrel, Notable Acts Festival
- Tombent les nuages, d’Évelyne Foëx (2021) – Narrateur, Bouton d’Or Acadie
- L’acte d’apostasie[32], de Xavier Lord-Giroux (2021)[33] – Metteur en scène et interprète, Théâtre l’Escaouette / Festival à Haute-Voix
- La Duchesse de Langeais, de Michel Tremblay (2020) – Metteur en scène, Théâtre Populaire d'Acadie[34]

## Animation
- Prix Champlain (2024) – Animateur de la cérémonie de remise de prix[35].
- Festival international du cinéma francophone en Acadie (FICFA) (2010-2022) – Animateur de Objectifs Obliques et des Q&R avec réalisateurs[36].
- Festival Frye (2016-2021) – Animation des événements Spotlight on Atlantic Authors et Beer & Books[37].
- Productions DansEncorps (2016-2020) – Animation de conférences de presse et Q&R post-spectacle.
- Cinérelève (2014-2015) – Animateur des soirées d’ouverture et de clôture du festival[38].
- Fédération des jeunes francophones du N.-B. (2012) – Animation de la soirée 40e anniversaire.
- Société nationale de l’Acadie (2005) – Animateur de la cérémonie du 250e anniversaire de la Déportation[39].

## Conférences
Philip André Collette a participé à plusieurs conférences et tables rondes portant sur le théâtre, la littérature et les arts visuels.
- L’été musical de Barachois (2014) – La parole en musique[24]
- Festival Frye (2008) – Frye and I, conférence portant sur l’œuvre The Educated Imagination de Northrop Frye
- Association des groupes en arts visuels francophones (AGAVF) (2003) – Conférencier invité et animateur de l’assemblée de fondation.

## Engagement associatif et bénévolat
- Association acadienne des artistes professionnel·le·s du N.-B. (AAAPNB) (2023-présent) – Représentant de la discipline Théâtre et arts de la scène.
- Syndicat national des employé·es – UGNBN Kouchibouguac (2022-présent) – Secrétaire-trésorier.
- Académie des Arts et des Lettres de l’Atlantique (2021-2023) – Académicien en danse et arts du cirque.
- Société culturelle Kent-Sud (2011-2021) – Président du conseil d’administration (2015-2021), vice-président et secrétaire (2011-2015)[40].
- Productions DansEncorps (1999-2021) – Vice-président du conseil d’administration.
- Dialogue NB (2018-2020) – Leader du projet Communautés pour le comté de Kent.
- ArtsNB (2011, 2014, 2017) – Membre de jurys pour les Prix du Lieutenant-Gouverneur et les programmes de création.
- FICFA (2012) – Membre du jury courts métrages.
- Galerie Sans Nom (2007-2009) – Membre du conseil d’administration.
- Conseil des arts du Canada (2005) – Jury pour le Programme de création en théâtre.
- AAAPNB (1997-2005) – Président (2001-2005), vice-président (1999-2001), secrétaire (1997-1999).
- FICFA (1999) – Membre du jury courts et longs métrages.

## Enseignement et mentorat
Philip André Collette a occupé plusieurs postes d’enseignement à l’Université de Moncton, notamment :
- Chargé de cours au Département d’art dramatique (2003-2006, 2019-2024)[8]
- Chargé de cours au Département d’éducation (2019-2025)[7]

Il a aussi œuvré comme mentor et formateur pour divers festivals et organismes culturels, incluant le Festival Frye, Cinérelève et la Fédération des jeunes francophones du N.-B..

## Engagement dans la communauté artistique
Philip André Collette est un membre actif et le représentant théâtre de l’Association acadienne des artistes professionnels du Nouveau-Brunswick (AAAPNB), il siège à titre de Président pour le conseil d'administration de la Société culturelle Kent-Sud, et a siégé sur plusieurs jurys culturels. Il a également été impliqué dans Parcs Canada en tant qu’interprète du patrimoine culturel.

## Héritage et influence
Par son travail au Collectif Moncton-Sable et son engagement auprès de jeunes artistes, Philip André Collette a contribué à renouveler la scène théâtrale acadienne en explorant de nouvelles formes de narration et en valorisant l’expression physique en théâtre. Son parcours illustre un engagement profond envers la création collective, l’éducation artistique et la mise en valeur du patrimoine acadien.

## Prix et reconnaissances
Tout au long de sa carrière, Philip André Collette a été reconnu pour son travail en théâtre, en cinéma et en formation artistique. Il a reçu plusieurs distinctions soulignant son engagement dans le développement des arts de la scène et de la création francophone en Acadie.
- Gala des Prix Éloizes 2024 : Finaliste : "Artiste de l'année en théâtre", Interprète, Bouée, de Céleste Godin (Satellite Théâtre)
- Gala des Prix Éloizes 2005 : Finaliste –  "Artiste de l’année en théâtre", Interprète La grande séance, de Herménégilde Chiasson, (Théâtre l’Escaouette, Théâtre populaire d’Acadie)